# 小行星3013
小行星3013（3013 Dobrovoleva）是一颗绕太阳运转的小行星，为主小行星带小行星。该小行星于1979年9月23日发现。
該小行星以蘇聯天文學家奧列格·瓦西里耶維奇·多布羅沃爾斯基（Oleg Vasilyevich Dobrovolsky）命名。

## 轨道参数
小行星3013的轨道半长轴为2.3599778 UA，离心率为0.140。